# Coppa del mondo di mountain bike 1991
La Coppa del mondo di mountain bike 1991 fu la prima edizione in assoluto. Organizzata dall'Unione Ciclistica Internazionale (UCI) e supportata da Grundig, si disputò in nove tappe di cross country.

## Cross country
| Data              | Luogo              | Vincitore    | Vincitrice      |
| ----------------- | ------------------ | ------------ | --------------- |
| ?                 | Bassano del Grappa | Tim Gould    | Juli Furtado    |
| ?                 | Manosque           | John Tomac   | Juli Furtado    |
| ?                 | Groesbeek          | Peter Hric   | Regina Stiefl   |
| ?                 | Mont-Sainte-Anne   | Daryl Price  | Sara Ballantyne |
| ?                 | Traverse City      | Rishi Grewal | Juli Furtado    |
| ?                 | Mammoth Lakes      | David Wiens  | Ruthie Matthes  |
| ?                 | Park City          | Ned Overend  | Juli Furtado    |
| ?                 | Château-d'Œx       | Tim Gould    | Alison Sydor    |
| ?                 | Berlino            | John Tomac   | Susan De Mattei |
| Classifica finale | Classifica finale  | John Tomac   | Sara Ballantyne |